# جندک پایین
جندک پایین روستایی در ولسوالی فیروز کوه از ولایت غور در کشور افغانستان است.